# Prototrygaeus contrarius
Prototrygaeus contrarius is een zeespin uit de familie Ammotheidae. De soort behoort tot het geslacht Prototrygaeus. Prototrygaeus contrarius werd in 1992 voor het eerst wetenschappelijk beschreven door Child. 